# 中国新现实主义
中国新现实主义形成于1970年代末，在民间的朦胧诗派在地下自发地发展的同时，官方的《诗刊》、《星星》等诗歌杂志上出现了一大批写实的诗歌作品，逐渐形成了中国新现实主义诗歌流派。
中国新现实主义以写实主义反映社会现实的歌颂性诗歌作品为主，主要的代表诗人有叶延滨、流沙河、傅天琳等。

## 相关连接
- 中国诗歌库
- 中国诗歌史（页面存档备份，存于）